# 约翰·德斯特
约翰·德斯特（英語：Johan Durst，1991年3月18日—），澳大利亚男子曲棍球运动员，场上位置是守门员。他曾代表澳大利亚国家队参加2022年英联邦运动会曲棍球比赛，获得一枚金牌。